# バトルフロント
『バトルフロント』（原題：Homefront）は、2013年にアメリカ合衆国で公開されたアクションスリラー映画。
チャック・ローガンの犯罪小説『Homefront』を原作に、 脚本をシルヴェスター・スタローン、主演をジェイソン・ステイサム、監督をゲイリー・フレダーが務めた。

## ストーリー
元麻薬潜入捜査官のフィルは、とある事件をきっかけに現役を引退し、現在は亡き妻の故郷であるルイジアナ州の小さな町で愛する娘マディと二人で幸せに暮らしていた。
ところがある日、マディが学校でいじめっ子と喧嘩をしてしまい、そのいじめっ子の伯父であるゲイターと名乗る素行の悪い男に、フィル親子は目をつけられてしまう。ゲイターは町を裏で牛耳ろうと企む麻薬売人であり、偶然フィルが元麻薬捜査官であると知ったゲイターは、とある目的を果たすために彼を陥れていく。一方フィルは、愛する娘に危険が迫っていると感じ、ゲイターとの決着をつけることを決意する。

## 登場人物
フィル・ブローカー
演 - ジェイソン・ステイサム
元麻薬潜入捜査官。妻は病気で亡くなっている。
モーガン・"ゲイター"・ボーダイン
演 - ジェームズ・フランコ
麻薬密売人。表向きは整備士としての顔を持つ。危険や駆け引きを好むなどスリルを楽しむ危険人物だが身内に対する情はある。
シェリル・マリー・モット
演 - ウィノナ・ライダー
ゲイターの恋人。危ない橋を渡るのを嫌がるなど慎重派。裏社会の人間にしては気弱といえるが子供のマディを丁重に扱うなど人として優しい性格でもある。
キャシー・ボーダイン・クルム
演 - ケイト・ボスワース
ゲイターの妹。麻薬中毒者。気が強い。
スーザン・ハッチ
演 - ラシェル・ルフェーブル
教師。カウンセラーもしている。鷹揚な性格だが女子不相応の喧嘩の強さを持つマディを信用出来ず、テディから喧嘩を吹っ掛けたが返り討ちにしたという正当防衛を信じることもできなかった。
サイラス・ハンクス
演 - フランク・グリロ
ダニーの手下。
キース・ロドリゲ
演 - クランシー・ブラウン
保安官。犯罪者からも一目置かれる地元の有名人。
マディ・ブローカー
演 - イザベラ・ヴィドヴィッチ
フィルの娘。父から護身術を習っているので結構強い。
ジミー・クルム
演 - マーカス・ヘスター
キャシーの夫。無法者としての一面が強いが気は弱い。一方では妻子を気に掛ける人情は持つ。
テディ・クルム
演 - オースティン・クレイグ
キャシーとジミーの息子。
ダニー・T
演 - チャック・ジトー
組織のボス。フィルの行動で息子が死んだことでフィルを恨む。
ジョジョ
演 - リンズ・エドワーズ
ダニーの息子。
ティード
演 - オマー・ベンソン・ミラー
フィルの友人。優しい性格で事情があったとはいえ仕事を押し付けられても怒らなかった。

## キャスト
| 役名                             | 俳優                           | 日本語吹替   |
| -------------------------------- | ------------------------------ | ------------ |
| フィル・ブローカー               | ジェイソン・ステイサム         | 山路和弘     |
| モーガン・"ゲイター"・ボーダイン | ジェームズ・フランコ           | 咲野俊介     |
| シェリル・マリー・モット         | ウィノナ・ライダー             | 志田有彩     |
| キャシー・ボーダイン・クルム     | ケイト・ボスワース             | 林真里花     |
| スーザン・ハッチ                 | ラシェル・ルフェーブル         | 鷄冠井美智子 |
| サイラス・ハンクス               | フランク・グリロ               |              |
| キース・ロドリゲ保安官           | クランシー・ブラウン           | 廣田行生     |
| マディ・ブローカー               | イザベラ・ヴィドヴィッチ       | 小林由美子   |
| ジミー・クルム                   | マーカス・ヘスター             |              |
| ティード                         | オマー・ベンソン・ミラー       |              |
| ダニー・T                        | チャック・ジトー               |              |
| 弁護士                           | プルイット・テイラー・ヴィンス |              |
| ジョジョ                         | リンズ・エドワーズ             |              |
| テディ・クルム                   | オースティン・クレイグ         | 東内マリ子   |
| 上級麻薬取締官                   | ランス・E・ニコルズ            | 後藤ヒロキ   |